# Dominic Giampaolo
Dominic B. Giampaolo (...) è un programmatore statunitense noto principalmente per avere ideato il Be File System (con Cyril Meurillon).
Dall'aprile 2002 lavora per Apple, dove si occupa dello sviluppo del file system del macOS e della tecnologia Spotlight.
Inizialmente aveva intrapreso gli studi di scienze politiche all'American University a Washington, ma dopo un semestre decise di cambiare indirizzo e di iscriversi alla facoltà di scienza dell'informazione. Dopo essersi laureato conseguì un Master al Worcester Polytechnic Institute.
Dopo il master si trasferì nella costa occidentale degli Stati Uniti per lavorare per la Silicon Graphics nella divisione Sistemi avanzati. Ha lavorato nello sviluppo del Reality Engine e dell'Infinite Reality graphics systems. Mentre lavorava per Silicon Graphics, ha individuato ed eliminato un errore nel sistema Flame compositing system, durante la post produzione del film Speed.
Ha lavorato anche per la Be Incorporated. Durante la sua permanenza alla Be ha sviluppato il Be File System con Cyril Meurillon. Il Be File System includeva una serie di migliorie che allora non erano disponibili per gli altri file system per personal computer. Esiste una sua immagine dove balla sulla punta della sede centrale della Be, circondato da Cd con la versione 4 del BeOS e dove dice "non scivola!".
Tra Be e Apple ha lavorato per un breve tempo per Google e QNX. Mentre lavorava per QNX ha scoperto un errore nella fase di caricamento dei dati dei processori Intel Pentium II e Pentium III.